# 安西昂
39°55′N 8°26′W / 39.917°N 8.433°W
安西昂（葡萄牙語：Ansião，葡萄牙語發音：[ãziˈãw]），是葡萄牙的城鎮，位於該國中部，由萊里亞區負責管轄，始建於1514年，面積176.09平方公里，2011年人口13,128，該城鎮人口密度每平方公里74.55人。